# Flatsmossen
Flatsmossen este o arie protejată (arie specială de conservare — SAC, sit de importanță comunitară — SCI) din Suedia întinsă pe o suprafață de 230,4 ha, integral pe uscat.

## Localizare
Centrul sitului Flatsmossen este situat la coordonatele 59°37′17″N 11°57′25″E / 59.6213°N 11.9569°E.

## Înființare
Situl Flatsmossen a fost declarat sit de importanță comunitară în ianuarie 1998 pentru a proteja un număr necunoscut de specii din flora spontană și fauna sălbatică aflate în arealul zonei. Situl a fost protejat și ca arie specială de conservare în martie 2011.

## Biodiversitate
Situată în ecoregiunea boreală, aria protejată conține 5 habitate naturale: Mlaștini turboase de tranziție și turbării mișcătoare, Lacuri și iazuri distrofice naturale, Mlaștini împădurite, Turbării active, Taiga vestică.
La baza desemnării sitului se află un număr nedeclarat de specii protejate.